# Лука Леніч
Лука Леніч (словен. Luka Lenič; нар. 13 травня 1988, Любляна) – словенський шахіст, гросмейстер від 2007 року.

## Шахова кар'єра
Неодноразово ставав чемпіоном Словенії серед юніорів у різних вікових категоріях, а також багато разів представляв свою країну на чемпіонатах світу i Європи серед юнаків, найвищого успіху досягнув у 2002 році в Іракліоні, де здобув звання чемпіона світу до 14 років. 2004 року на чемпіонаті світу (який відбувся в тому самому місці) здобув бронзову медаль (у віковій групі до 16 років), а на чемпіонаті Європи в тій самій віковій категорії у Ургюпі – срібну.
2003 року посів 2-ге місце (позаду Зденко Кожула) у меморіалі Васі Пірца у Мариборі. 2005 року поділив 2-ге місце (позаду Роберта Маркуша, разом з Душко Павасовичем) у Рієці, крім того виконав (під час меморіалу Відмара у Порторожі, де поділив 2-ге місце позаду Олександром Бєлявським, разом з Ніколою Джукичем) першу гросмейстерську норму. Решту дві – на командних змаганнях у Німеччині (2005/06) i Хорватії (2007). 2008 року посів 2-ге місце (позаду Боркі Предоєвича) у Новій Гориці, а також поділив 2-ге місце (позаду Євгена Свєшнікова, разом з Марко Тратаром, Матеєм Себеником i Міланом Драшко) в Бледі. У 2009 році поділив 1-ше місце (разом з Душко Павасовичем) у Новій Гориці, а також посів 2-ге місце (позаду Еральда Дервіші) в Братто.
П'ятиразовий медаліст чемпіонату Словенії: чотири рази золотий (2008, 2009, 2010, 2013) i бронзовий (2006).
Неодноразово представляв Словенію на командних змаганнях, зокрема:
- шість разів на шахових олімпіадах (2002, 2006, 2008, 2010, 2012, 2014)[5],
- п'ять разів на командних чемпіонатах Європи (2005, 2007, 2009, 2011, 2013)[6],
- тричі на командних чемпіонатах Європи серед юніорів до 18 років (2002, 2003, 2004); медаліст: у командному заліку – бронзовий (2004)[7]
- шість разів на BŁĄD; триразовий медаліст: у командному заліку – срібний (2012) i двічі бронзовий (2003, 2004)[8].

Найвищий рейтинг Ело дотепер мав станом на 1 червня 2014 року, досягнувши 2659 пунктів, посідав тоді 89-те місце в світовій класифікації ФІДЕ, водночас посідав 1-ше місце серед словенських шахістів.

## Зміни рейтингу
| На цьому місці має відображатися графік чи діаграма, однак з технічних причин його відображення наразі вимкнено. Будь ласка, не видаляйте код, який викликає це повідомлення. Розробники вже працюють для того, щоби відновити штатне функціонування цього графіка або діаграми. | |
| | На цьому місці має відображатися графік чи діаграма, однак з технічних причин його відображення наразі вимкнено. Будь ласка, не видаляйте код, який викликає це повідомлення. Розробники вже працюють для того, щоби відновити штатне функціонування цього графіка або діаграми. |